# Stemma di Cremona
Lo stemma storico  di Cremona è uno scudo fasciato di rosso e d'argento.

## Stemma ufficiale dell'amministrazione comunale
Lo stemma ufficiale di Cremona è partito: il primo fasciato di rosso e d'argento; il secondo d'azzurro al braccio vestito di rosso e d'argento che stringe nella mano una palla d'oro. Su tutto una corona gemmata a cinque fiori.

## Storia
Il più antico stemma conosciuto è una croce d'argento in campo rosso (simbolo di città filo imperiale) della fine del XIII secolo.
Nel secolo dopo, è diventato fasciato di rosso su campo d'argento; in un codice del 1478 è segnato come fasciato di rosso e d'argento.
Il braccio che tiene la palla d'oro deriva da una leggenda popolare a sfondo storico: Cremona, quando era sotto il potere del Sacro Romano Impero, doveva dare all'imperatore ogni anno come tributo una palla d'oro massiccio di tre kg. Stanca della situazione, la città lanciò una sfida: Giovanni Baldesio (Zanén de la Bàla)  gonfaloniere della città, sfidò a duello Enrico IV di Franconia, figlio di Enrico III, e in caso di vittoria la città non avrebbe più pagato il tributo. Andò così e Cremona divenne libero comune.
Il simbolo del braccio esiste ancora nel Trecento, ma fuori dallo stemma, come cimiero. E restò così fino agli inizi del XIX secolo, quando venne inserito (per un errore araldico) come partito nello scudo, ma su sfondo nero e non azzurro come ad oggi.

## Galleria d'immagini

Il primo stemma della città.
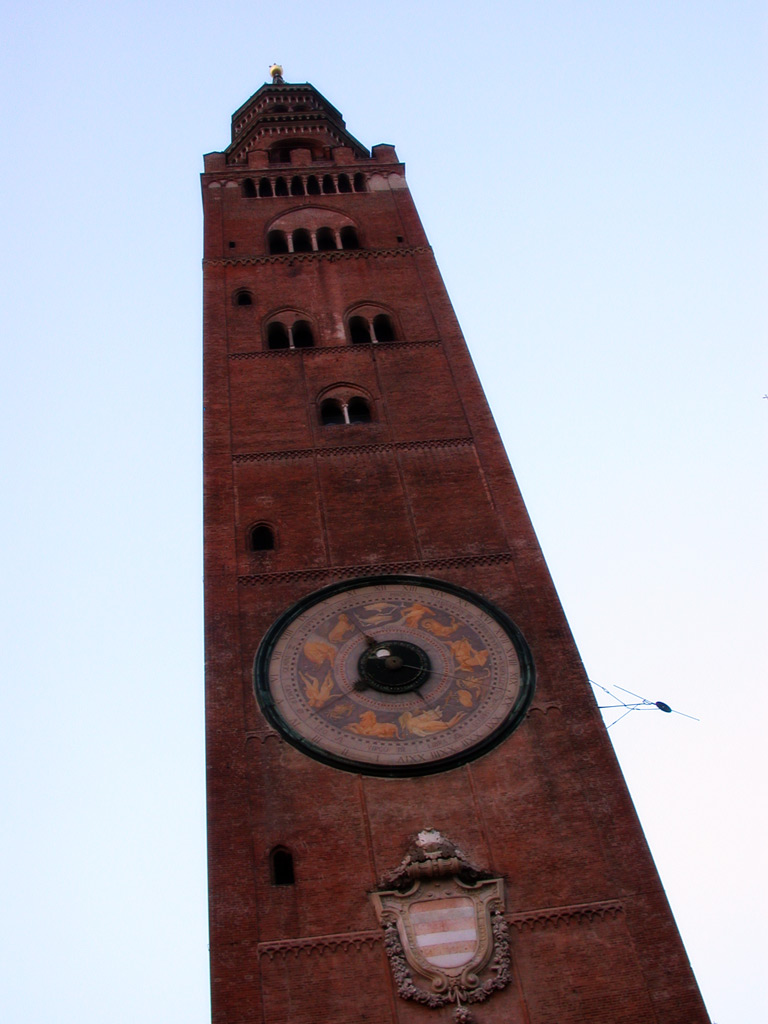
Lo stemma storico sul Torrazzo.
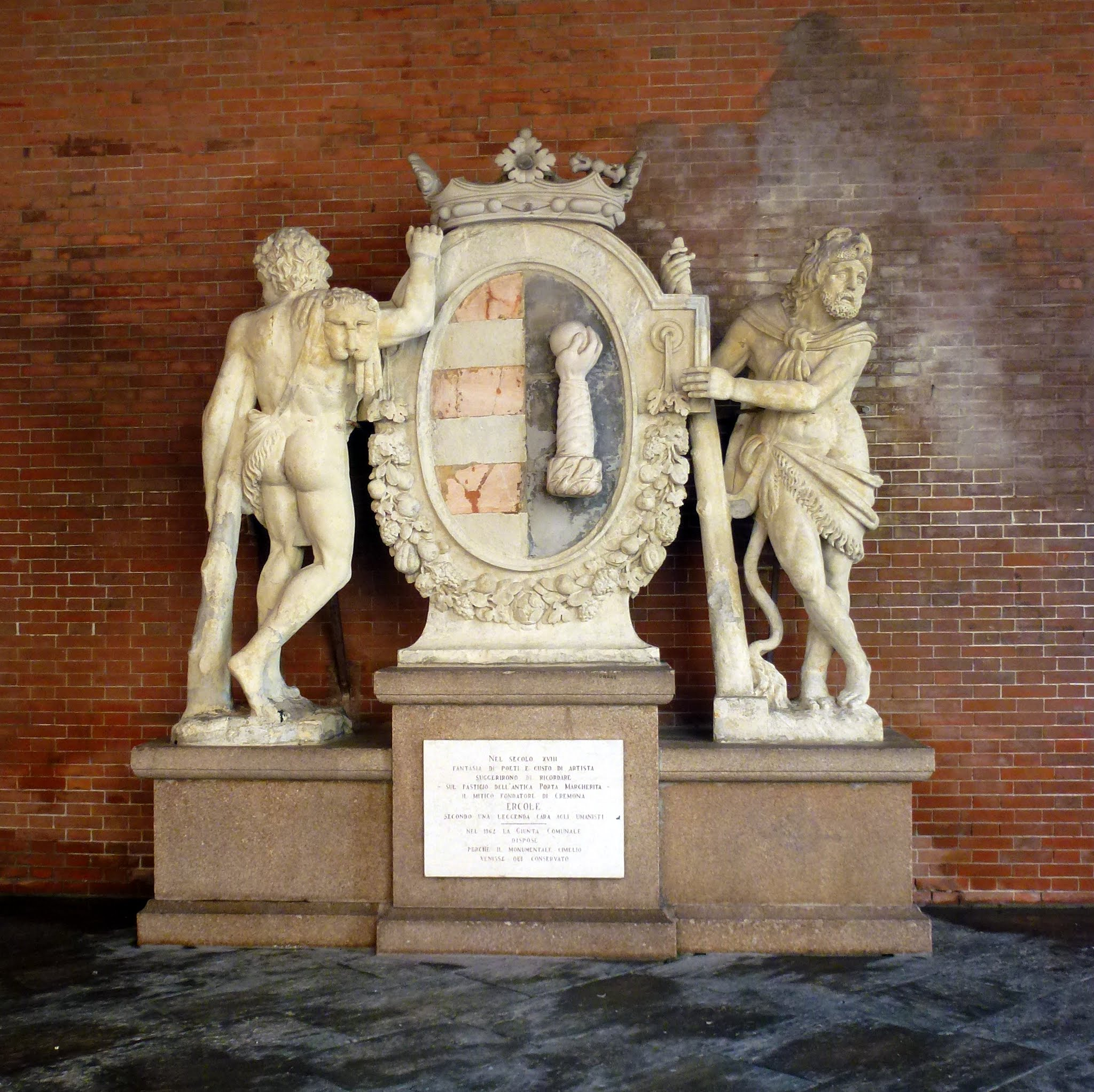
Lo stemma con l'aggiunta del braccio con la palla.
Lo stemma ufficiale adottato dal Comune.